# Президент Суринаму

Штандарт Президента Суринаму

Президент Республіки Суринам — посада голови держави Суринам. Посада запроваджена після проголошення незалежності країни 1975 року. Спочатку мала лише представницькі функції, більшість влади була зосереджена у прем'єр-міністра Суринаму. Проте після запровадження нової конституції у 1988 р. президент Суринаму став одночасно і головою держави і уряду. У президента Суринаму з'явився заступник — віцепрезидент, а посада прем'єр-міністра Суринаму взагалі була скасована. Президент Суринаму обирається на всенародних виборах строком на 5 років. Кількість термінів президентства обмежена двома.

## Перелік президентів Суринаму
Представницькі президенти
- 25.11.1975 — 25.2.1980 — Йоган Фер'єр
- 25.2. — 15.8.1980 — Дезі Баутерсе (в.о.)
- 15.8.1980 — 4.2.1982 Гендрік Чен А Сен
- 4 — 8.2.1982 — Дезі Баутерсе (в.о.)
- 8.2.1982 — 25.1.1988 — Лампічерсад Рамдан Місір

Повноважні президенти
- 25.1.1988 — 24.12.1990 — Рамсевак Шанкар
- 24-29.12.1990 — Іван Граногст  (в.о.)
- 29.12.1990 — 16.9.1991 — Йоганнес Краг
- 16.9.1991 — 15.9.1996 — Рональд Венетіан
- 15.9.1996 — 12.8.2000 — Жюль Вейденбос
- 12.8.2000 — 12.8.2010 — Рональд Венетіан (2-ий раз)
- 12.8.2010 — 16 липня 2020 — Дезі Баутерсе (2-ий раз)
- 16.7.2020 — дотепер — Чан Сантохі